# Parque de Studley Royal
El Parque de Studley Royal (en inglés Studley Royal Park) es un parque que contiene las ruinas de la abadía cisterciense de Fountains, en torno a la cual se desarrolló; se encuentra en Yorkshire del Norte, Inglaterra. Es un lugar Patrimonio de la Humanidad por la Unesco desde 1986. Contiene asimismo elementos que datan del siglo XVIII, como el Jardín Acuático de Studley Royal.

## Historia

### Orígenes
La abadía de Fountains fue fundada en 1132 por trece monjes benedictinos. Más tarde se convirtieron en monjes cistercienses. Después de la disolución de los monasterios en 1539 por Enrique VIII, los edificios de la abadía y alrededor de dos kilómetros cuadrados de tierra se vendieron por la Corona a sir Richard Gresham, un comerciante. La propiedad se transmitió a través de varias generaciones de la familia de sir Richard, vendiéndose al final a Stephen Proctor quien construyó Fountains Hall probablemente entre 1598 y 1604. Destacada mansión isabelina, Fountains Hall se construyó en parte con piedra procedente de las ruinas de la abadía. Hoy hay dos habitaciones abiertas al público.

### El desarrollo de la finca
John Aislabie heredó la finca de Studley en 1693. Era un hombre social y políticamente ambicioso, primero fue un miembro tory del Parlamento por Ripon en 1695 y en 1718 se convirtió en Canciller del Exchequer. En 1720 le alcanzó el desastre. Aislabie fue uno de los principales promotores de la Compañía del Mar del Sur, cuya ley promovió él personalmente. Después de que esta burbuja financiera estallara finalmente (la Burbuja de los mares del Sur), fue expulsado del Parlamento e inhabilitado de por vida para los asuntos públicos.
Aislabie volvió a Yorkshire y se dedicó a la creación del jardín que había comenzado en 1718. Después de su muerte en 1742, su hijo William amplió su proyecto adquiriendo los restos de la abadía y Fountains. También extendió la zona de paisaje en el estilo romántico pintoresco, en contraste con la formalidad de la obra de su padre. Entre ellos dos, crearon lo que es sin duda el más importante Jardín Acuático inglés del siglo XVIII.
Después de la muerte de William, la finca pasó a su hija, luego a su sobrina. Escapó de grandes remodelaciones y el jardín y el parque pasaron a la familia Vyner, descendientes de los Aislabies.

### Historia reciente
En 1966 el Consejo del Condado de West Riding compró la finca, y en 1983 la compró el National Trust. La parte de la abadía está actualmente administrada por el English Heritage en nombre del National Trust. 
En 1986 todo el parque fue designado lugar Patrimonio de la Humanidad por la Unesco.

## Principales lugares
Junto con la propia abadía y Fountains Hall, el parque contiene cierto número de otros detalles históricos notables.

### Jardín Acuático de Studley Royal
El jardín acuático de Studley es uno de los mejores ejemplos que han sobrevivido de un jardín acuático georgiano en Inglaterra. 
El jardín fue creado por John Aislabie en 1718. Fue expandido por su hijo, William, después de la muerte de Aislabie. William expandió la propiedad comprando la vecina finca de Fountains. Los elegantes lagos, canales, templos y cascadas ornamentales del jardín proporcionan una serie de dramáticas y atractivas vistas. El jardín está también tachonado de una serie de caprichos arquitectónicos incluyendo un jardín neogótico y una casa de banquetes paladiana.

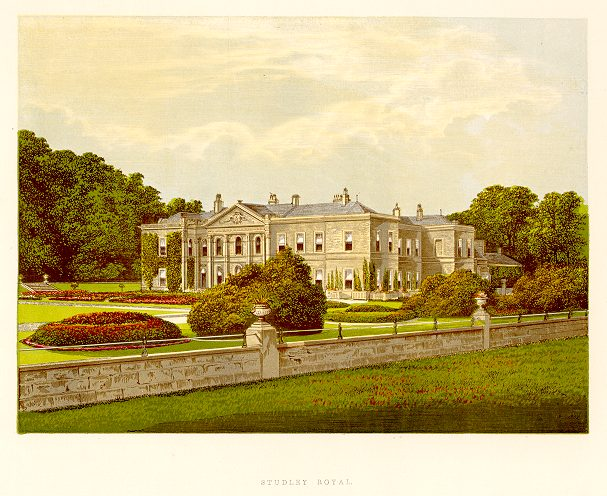
La casa del siglo XVI en Studley Royal, reconstruida en estilo paladiano, tal como resultaba en 1880; se quemó hasta los cimientos en 1946.

### Iglesia de Santa María yparque de ciervos
La iglesia de Santa María (St Mary's Church) era una de las dos iglesias conmemorativas de finales de la época victoriana de Yorkshire, construida por la familia del primer marqués de Ripon en memoria de Frederick Gratham Vyner. La otra es la Iglesia de Cristo de la Consolación en Skelton-on-Ure, y el arquitecto de ambas fue William Burges. Vyner fue asesinado por bandidos griegos en 1870 y su madre, Lady Mary Vyner, y su hermana, Lady Ripon, determinaron usar el rescate impagado, reunido para obtener su liberación, para construir dos iglesias en memoria de Vyner en sus respectivas fincas de Yorkshire.
La elección de Burges como arquitecto se debió con toda probabilidad a la conexión entre su principal patrón, John Crichton-Stuart, tercer marqués de Bute y Vyner, quienes habían sido amigos en Oxford. La iglesia de Santa María, en la finca de Lady Ripon en Studley Royal, fue encargada en 1870 y la obra empezó en 1871. La iglesia fue consagrada en 1878. Como en Skelton, el diseño de Burges muestra una evolución del estilo francés, que anteriormente era su favorito, al inglés. Pevsner habla de «un santuario victoriano, un sueño de antigua gloria inglesa». El interior es espectacular, sobrepasando a Skelton en riqueza y majestad. La vidriera de colores es de una calidad particularmente alta. Santa María es la obra «maestra eclesiástica» de Burges.
La iglesia se encuentra en un parque de ciervos medieval, que alberga 500 ciervos y gran riqueza de flora y fauna. El Parque de venados (Deer Park) en el pasado rodeaba a toda la casa Studley Royal, pero esto quedó en gran medida destruido en diciembre de 1716 y tuvo que reconstruirse casi totalmente. El edificio que lo reemplazó, quedó a su vez ampliamente dañado por el fuego de 1946 y se demolió poco después. Sólo ha sobrevivido el gran bloque del establo, construido entre 1728 y 1732. Esto es actualmente una casa particular. Hasta alrededor de 2000 perteneció a sir Paul Sykes, pero desde entonces ha sido comprada por la autora Susie Bulmer.

### Molino de la abadía de Fountains
El molino es el único molino de grano cisterciense del siglo XII que queda en el Reino Unido y el edificio «intacto» más antiguo de la finca.

## Galería

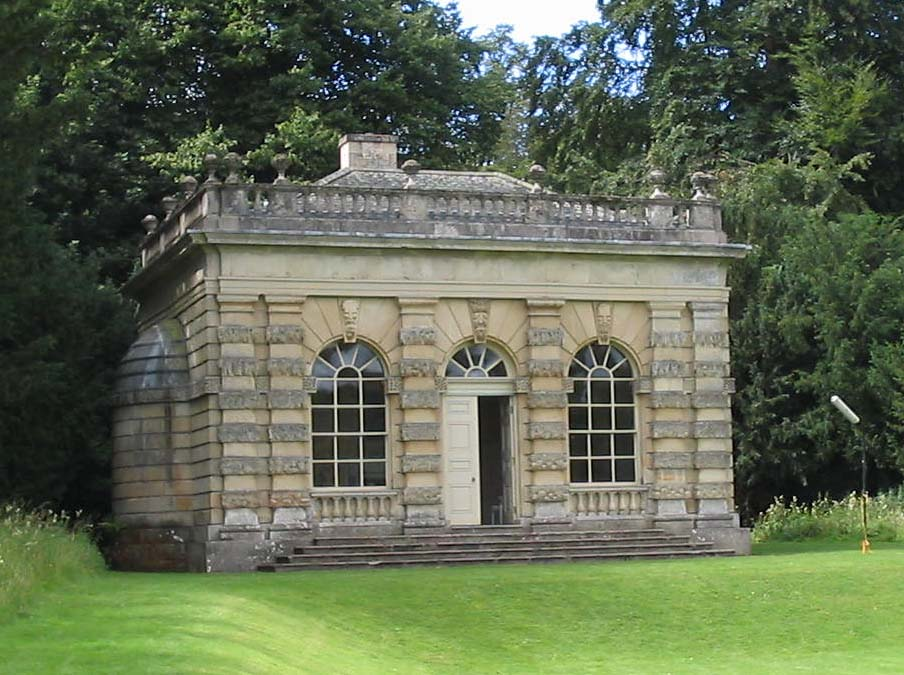
Pequeña casa de banquetes de estilo paladiano
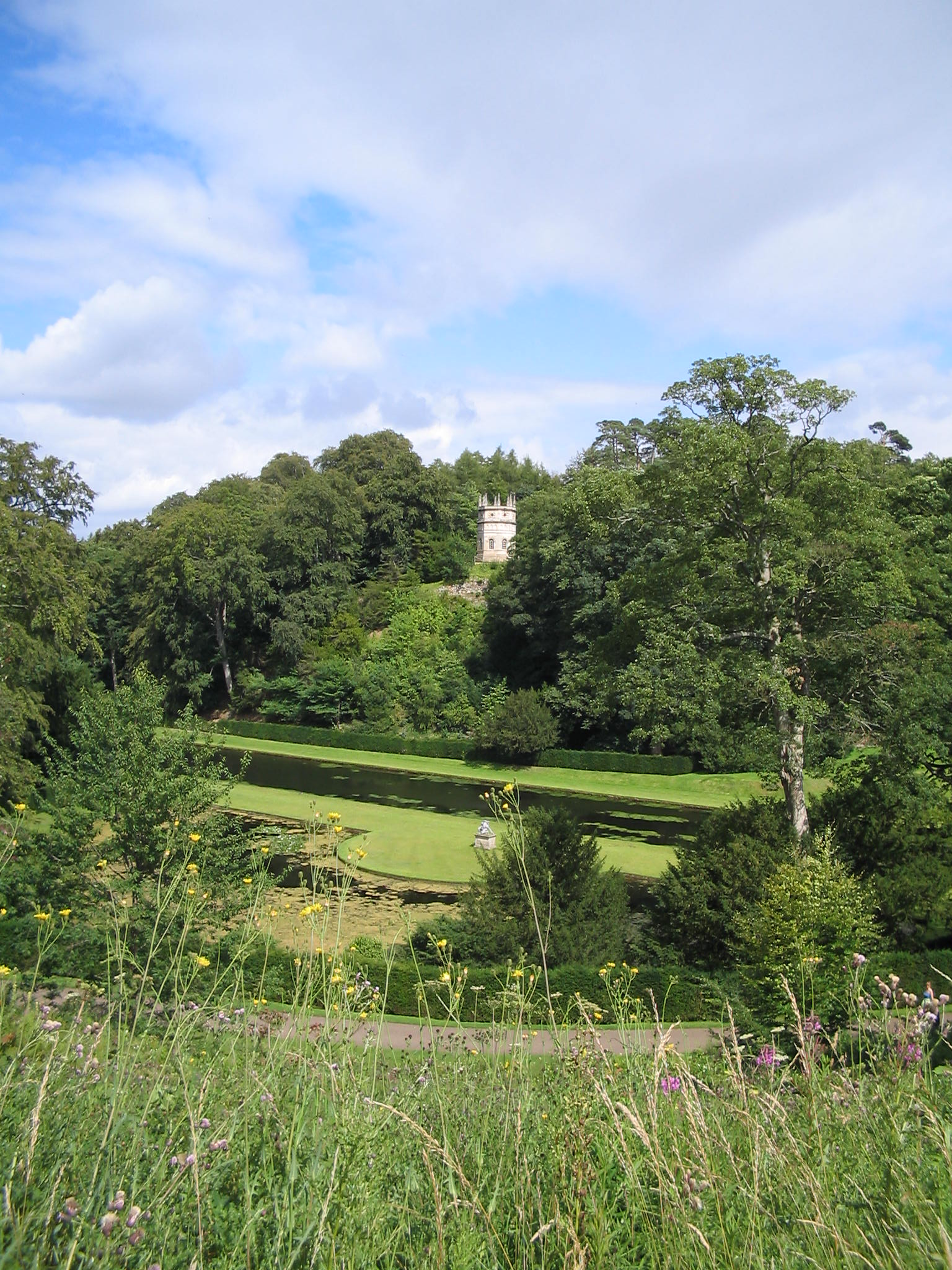
Vista del jardín acuático mostrando el capricho arquitectónico gótico de la Torre Octogonal
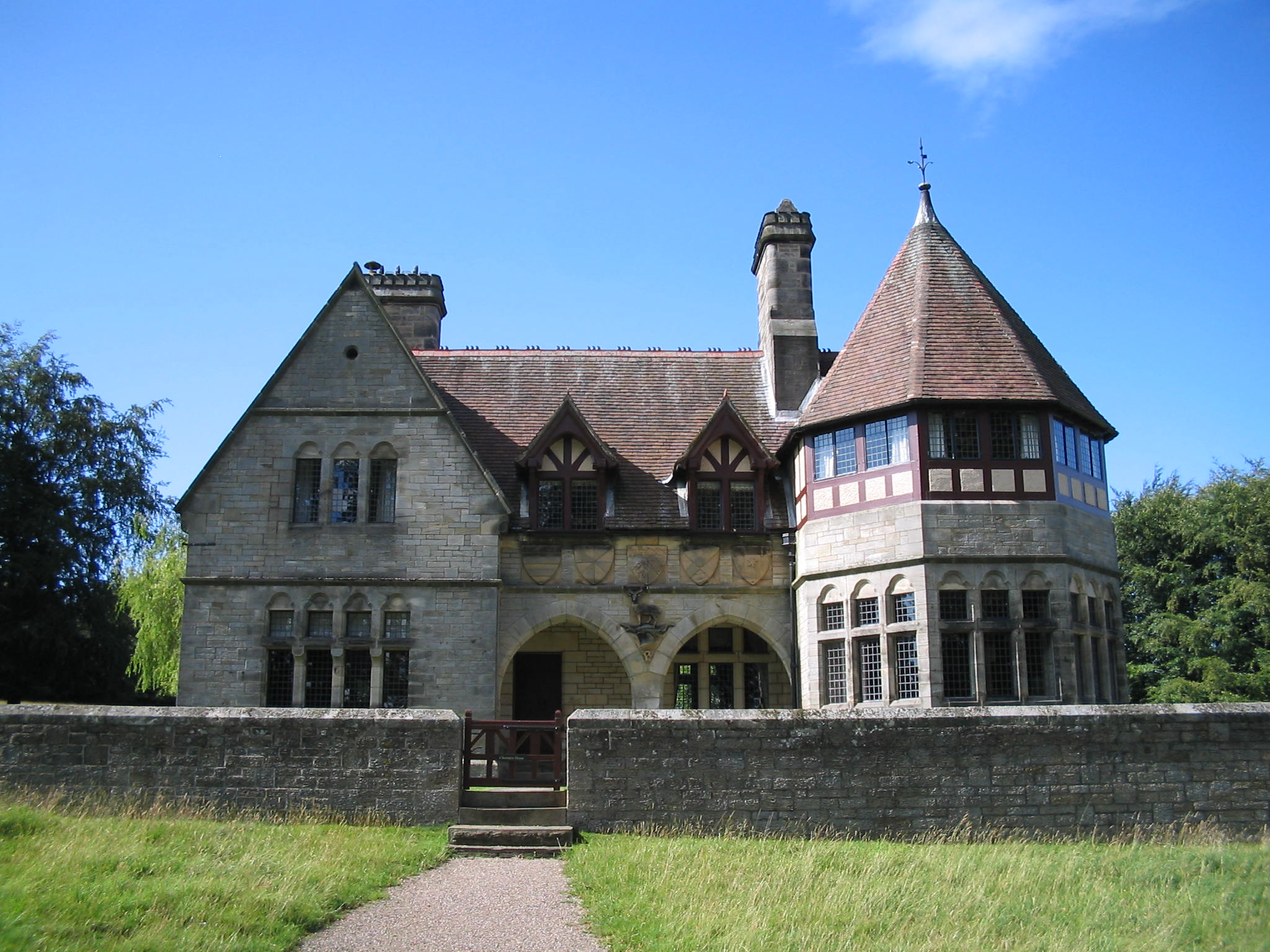
La Iglesia del Choirster (ubicado junto a la iglesia de Santa María)
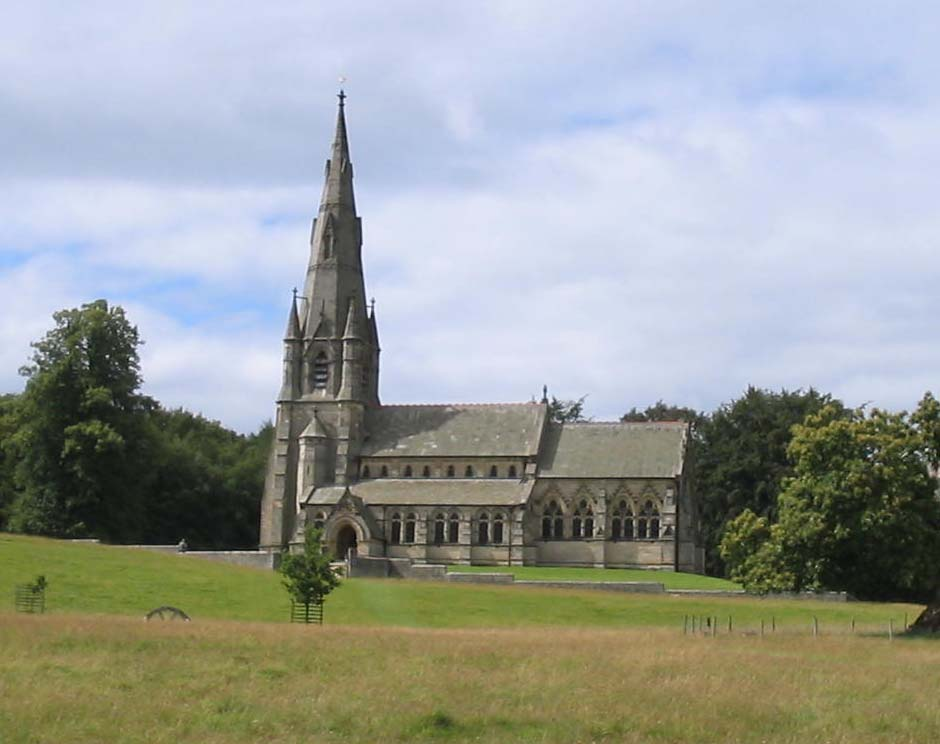
Iglesia de Santa María